# 谢列杰伊斯基
谢列杰伊斯基（俄语：Середейский）是一座位於俄羅斯卡盧加州蘇希尼奇區的市级镇。该地2021年人口有1,670人；2010年人口1,819；2002年人口1,948；1989年人口2,522。